# Slovak International 2006
Die Slovak International 2006 im Badminton fanden vom 3. bis zum 6. Oktober 2006 in Nové Zámky statt.

## Sieger und Platzierte
| Disziplin    | Gold                           | Silber                               | Bronze                             |
| ------------ | ------------------------------ | ------------------------------------ | ---------------------------------- |
| Herreneinzel | Jan Fröhlich                   | Kasper Ipsen                         | Kęstutis Navickas                  |
| Herreneinzel | Jan Fröhlich                   | Kasper Ipsen                         | Carl Baxter                        |
| Dameneinzel  | Maja Tvrdy                     | Mariya Martynenko                    | Kati Tolmoff                       |
| Dameneinzel  | Maja Tvrdy                     | Mariya Martynenko                    | Ragna Ingólfsdóttir                |
| Herrendoppel | Chris Langridge David Lindley  | Dean George Chris Tonks              | Matthew Hughes Martyn Lewis        |
| Herrendoppel | Chris Langridge David Lindley  | Dean George Chris Tonks              | Adam Cwalina Wojciech Szkudlarczyk |
| Damendoppel  | Suzanne Rayappan Sarah Bok     | Gabrielle White Mariana Agathangelou | Mariya Martynenko Elena Prus       |
| Damendoppel  | Suzanne Rayappan Sarah Bok     | Gabrielle White Mariana Agathangelou | Alexandra Milon Florentina Petre   |
| Mixed        | David Lindley Suzanne Rayappan | Heather Olver Matthew Honey          | Kristian Roebuck Sandra Marinello  |
| Mixed        | David Lindley Suzanne Rayappan | Heather Olver Matthew Honey          | Tim Dettmann Annekatrin Lillie     |